# Artigues (Aude)
Artigues település Franciaországban, Aude megyében. Lakosainak száma 73 fő (2022. január 1.). Artigues Axat, Cailla, Le Clat, Roquefort-de-Sault és Sainte-Colombe-sur-Guette községekkel határos.

## Népesség
A település népességének változása:
| Lakosok száma | 102  | 94   | 83   | 87   | 80   | 75   | 73   | 74   | 75   | 73   |
|               | 1968 | 1982 | 1990 | 2006 | 2013 | 2015 | 2017 | 2019 | 2020 | 2022 |